# تشور (دشتياري)
تشور (بالفارسية: چور) هي قرية تقع في قسم باهوكلات الريفي (مقاطعة تشابهار) في إيران. يقدر عدد سكانها بـ 108 نسمة بحسب إحصاء 2016.